# Susi Susanti
Lucia Francisca Susanti Haditono (conocida como Susi Susanti; Tasikmalaya, 11 de febrero de 1971) es una deportista indonesia que compitió en bádminton, en la modalidad individual.
Participó en dos Juegos Olímpicos de Verano en los años 1992 y 1996, obteniendo dos medallas, oro en Barcelona 1992 y bronce Atlanta 1996. Ganó tres medallas en el Campeonato Mundial de Bádminton entre los años 1991 y 1995.

## Palmarés internacional
| Juegos Olímpicos   | Juegos Olímpicos         | Juegos Olímpicos  | Juegos Olímpicos |
| Año                | Lugar                    | Medalla           | Prueba           |
| ------------------ | ------------------------ | ----------------- | ---------------- |
| 1992               | Barcelona (España)       | Medalla de oro    | Individual       |
| 1996               | Atlanta (Estados Unidos) | Medalla de bronce | Individual       |
| Campeonato Mundial |                          |                   |                  |
| Año                | Lugar                    | Medalla           | Prueba           |
| 1991               | Copenhague (Dinamarca)   | Medalla de bronce | Individual       |
| 1993               | Birmingham (Reino Unido) | Medalla de oro    | Individual       |
| 1995               | Lausana (Suiza)          | Medalla de bronce | Individual       |